# Hermh
Hermh je polská sympho black metalová kapela založená v roce 1993 ve městě Białystok.
První studiové album s názvem Taran vyšlo v roce 1996.

## Diskografie

### Dema
- Oremus Peccatum /Refaim/ (1994)
- Crying Crowns of Trees (1995)

### Studiová alba
- Taran (1996)
- Angeldemon (1997)[1]
- Eden's Fire (2006)
- Cold+Blood+Messiah (2008)

### EP
- Before the Eden – Awaiting the Fire (2004)
- After the Fire – Ashes (2008)

### Kompilace
- Echo (1995)

### Video
- The SpiritUal Nation Born (2008)